# تيتارتيرون

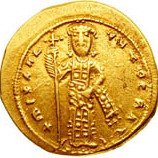
تيتارتيرون ذهبي

التيتارتيرون (باليونانية: νόμισμα τεταρτηρόν)‏ مصطلح بيزنطي أطلق على نوعين مختلفين من العملات، العملة الأولى من الذهب سكت ما بين عامي 960 و1092، أما العملة الثانية فهي من النحاس وقد سكت منذ عام 1092 حتى منتصف القرن الثالث عشر الميلادي.

## العملة الذهبية

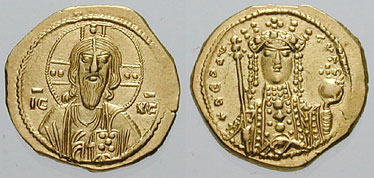
تيتارتيرون ذهبي

ظل صوليدوس الذهبي العملة الرسمية للإمبراطورية البيزنطية منذ أن سك في عهد الإمبراطور قسطنطين الأول (حكم 306-337)، ولم يختلف الصوليدس لقرون عديدة سواء من حيث الوزن أو كمية الذهب فيه حتى عهد الإمبراطور نقفور الثاني (حكم 963-969) والذي سك عملة ذهبية جديدة سميت بالتيتارتيرون والتي كانت أقل زونا من الصولديوس بمقدار قيراطين أي نحو 1⁄12 في حين أطلق على الصولديوس اسم هيستاميون.
لا يعرف على وجه التحديد سبب سك هذه العملة الجديدة، وبحسب المؤرخ البيزنطي زوناراس فإن ذلك قد تم بهدف زيادة إيرادات الحكومة البيزنطية حيث يتم جمع الضرائب كما في السابق بالهيستامينون في حين تدفع الدولة التزاماتها بالتيتارتيرون الأقل قيمة والذي كان رسميا يعادل هيستامينون، بالمقابل. في حين يرى المؤرخون في العصر الحديث أن التيتارتيرون كان تقليدا للدينار الإسلامي من أجل استخدامه في المقاطعات الشرقية التي استولت عليها الإمبراطورية البيزنطية من العرب أو ربما عنصر من عملية اصلاح نقدي فاشلة قصد منها استبدال الهيستامينون.
في كل الأحوال سك التيتارتيرون بكميات قليلة في القرن العاشر الميلادي، وفقط في منتصف القرن الحادي عشر الميلادي سك بكميات مقاربة للهيستامينون.

## العملة النحاسية

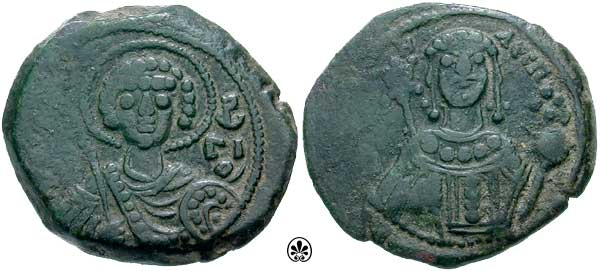
تيتارتيرون نحاسي

في عام 1092 قام الإمبراطور ألكسيوس الأول كومنينوس (حكم 1081-1118) بإصلاح للنظام النقدي البيزنطي، والذي شمل سك عملة ذهبية جديدة حملت اسم هيبربيرون بدلا من الهيستامينون والتيتارتيرون. ألكسيوس أيضا وضع عملة نحاسية جديدة لتستبدل بعملة الفوليس البرونزية، حملت العملة النحاسية اسم تيتارتيرون أي الربع ولعل ذلك يرجع لكونها تساوي ربع فوليس برونزي. تزن العملة الجديدة 4 جرامات، وتبلغ قيمتها بالنسبة إلى الهايبربيرون الذهبي 864 تيتارتيرون لكل هايبربيرون.

## هوامش
1. ↑  Kazhdan 1991، صفحة 2026.
2. 1 2  Hendy 1985، صفحة 507.
3. ↑  Grierson 1999، صفحة 9.
4. ↑  Grierson 1982، صفحات 196–197.
5. ↑  Grierson 1982، صفحة 196.
6. ↑  Grierson 1999، صفحة 11.
7. ↑  Kazhdan 1991، صفحة 2027; Hendy 1985، صفحة 515; Grierson 1999، صفحة 21.